# Gelria (fabriek)
Gelria was een Nederlandse machinefabriek gevestigd te Arnhem die van 1899 tot 1906 automobielen vervaardigde.

## Geschiedenis
De NV Arnhemsche Machine- en Motorenfabriek Gelria is voortgekomen uit een reparatiewerkplaats die J. Kuhn onder eigen naam in 1883 in Arnhem oprichtte. Deze onderneming werd in 1886 overgenomen door C.F.P. Alsche. Het bescheiden (in 1889 11 arbeiders)) bedrijf was onder meer vertegenwoordiger van Stork. Het werd in 1889 uitgebreid met een IJzergieterij (bedrijf) en vanaf 1892 voortgezet als G.A. Alsche en Co.. De machinefabriek vervaardigde onder meer stationaire stoommachines en verbrandingsmotoren. Zo was Alsche met een gasmotor vertegenwoordigd op de gastentoonstelling te Gouda (1892) en Arnhem, in 1895. De constructie van de motoren werd gekwalificeerd als eigenaardig. Tussen 1890-95 werden er 7 afgeleverd.
In 1899 presenteerde Gelria haar eerste auto. Men adverteerde al snel met automobielen van 2-20 personen, desgewenscht met ene snelheid van 3-50 K.M. per uur, naar elk sierlijk model.
Er werd op 20 juli 1899 een rijvergunning afgegeven voor meerdere auto's. Op de RAI van 1900 exposeerde Gelria met een driepersoonsmodel en een vierpersoonsmodel. Beide hadden een vier pk tweecilindermotor.
In 1902 werden de statuten van de nv aangepast en het maatschappelijk kapitaal verhoogd tot f 120.000, waarvan de helft volgestort. Gelria presenteerde op de RAI een nieuw model, met een motor met liggende cilinders en een gestegen vermogen van 6 pk. De auto's die het presenteerde hadden een zogenaamde tonneau carrosserie.
Tot en met 1906 bouwde Gelria zo'n dertig auto's. Na liquidatie van de automobielfabricage ging het bedrijf  verder onder dezelfde naam (in 1915 nv) als technisch bureau en importmaatschappij, tot circa 1922. Het fabrieksgebouw aan de Zuidelijke Parallelweg werd in 1917 overgenomen door de Nedcos te Apeldoorn.
Akkermans · 
Altena · 
Anderheggen · 
Antilope · 
Arnhemsche Machinefabriek  · 
Ataf-Porata · 
Autolette · 
Bambino · 
Belcar · 
Bermuda Buggy · 
BGF · 
Boro · 
Bij 't Vuur · 
Carver · 
Citeria · 
CoTuRa · 
DAF · 
Entrop · 
EWB · 
Eysink · 
Gatso · 
Gazelle ·
Gelria ·
Groninger Motorrijtuigen Fabriek · 
Gruno · 
H.A.M. · Havas · 
Hinde ·
Konings · 
Max · 
Neerlandia · 
Netam ·
Omnia · 
Rizovari · 
Ruiter ·
Ruska · 
Simplex ·
Spyker ·
Story ·
V.L.A.M.